# John Carlsen
John Carlsen (født 31. december 1961 i Vinderød) er en tidligere dansk cykelrytter. Han kørte professionelt fra 1988-1991.
Efter sin karriere var han sportsdirektør på det danske cykelhold Acceptcard Pro Cycling i begge dets leveår, 1998 og 1999.

## Karriere
Carlsen blev professionel i 1988 på det franske hold Fagor, hvor han blev holdkammerat med danske Johnny Weltz og stjerneryttere som Stephen Roche og Robert Millar. Samme sæson debuterede han i Vuelta a España. Senere på året vandt han 1. etape i Portugal Rundt og sluttede på 8. pladsen sammenlagt.
I 1989, stadig for Fagor, fik han sin debut i Giro d'Italia. Her sikrede han sig karrierens største sejr ved at slå til 8. etape, en bjergetape med mål i 2130 meters højde på Gran Sasso d'Italia. Selv om han længe havde ligget i udbrud, formåede han at holde hjem foran de stærke profiler Luis Herrera, Marino Lejarreta og Erik Breukink. Samme år stillede Carlsen for første gang til start i Tour de France med en samlet placering som nummer 53 til følge.
I 1990 skiftede Carlsen til et andet fransk hold, Toshiba. For dem kørte han både Vuelta a España og Tour de France, men udgik af dem begge. Han nåede dog at markere sig i Tour'en, da han hentede en 5. plads hjem på 1. etape.
I 1991 tørnede Carlsen ud for et belgisk hold, Tonton Tapis, hvor han blev genforenet med sin gamle kaptajn Stephen Roche. Også for dem deltog han i Tour de France, men han udgik på 13. etape. Året blev hans sidste som professionel cykelrytter.

## Resultater
Kilder: 
1982
Vinder af 4. etape Postgirot Open
1984
2. plads samlet Tour de Berlin
1985
4. plads samlet Circuit de Lorraine
1986
8. plads samlet GP Tell
1987
3. plads samlet Circuit de Lorraine
10. plads samlet GP Tell
1988
8. plads samlet Portugal Rundt
Vinder af 1. etape
1989
Vinder af 8. etape Giro d'Italia
7. plads samlet Tour du Limousin
1990
9. plads samlet Vuelta a Andalucía
9. plads samlet Route du Sud
Grand Tour tidslinje
| Grand Tour | 1988 | 1989 | 1990 | 1991 |
| ---------- | ---- | ---- | ---- | ---- |
| Giro       | —    | 40   | —    | —    |
| Tour       | —    | 53   | UD   | UD   |
| Vuelta     | 104  | —    | UD   | —    |

UD = Udgået.